# Polônia nos Jogos Paralímpicos
A Polônia participou pela primeira vez dos Jogos Paralímpicos em 1972, e enviou atletas para competirem em todos os Jogos Paralímpicos de Verão desde então. Em relação aos Jogos Paralímpicos de Inverno a primeira participação da Polônia foi em 1976.